# Елизабет (Спонхайм-Кройцнах)
Вижте пояснителната страница за други населени места с името Елизабет.
Елизабет фон Спонхайм и Вианден (на немски: Elisabeth von Sponheim und Vianden, Herzogin von Bayern; * 1360/1365; † 31 юли 1417, Бад Кройцнах) е графиня от предното Графство Спонхайм (1414 – 1417) и Графство Вианден (1414 – 1417) и чрез женитби графиня на Марк (1381 – 1391) и херцогиня на Бавария. Тя е последната графиня на линията Спонхайм-Кройцнах (предно графство).

## Живот
Дъщеря е и наследничка на граф Симон III фон Спонхайм-Кройцнах († 1414), и съпругата му Мария фон Вианден († 1400), която донася град и Графство Вианден, дъщеря на граф Хайнрих II фон Вианден († 1337) и Мария фон Дампиер-Намюр († 1353).
Елизабет се омъжва на 5 април 1381 г. за граф Енгелберт III фон Марк (* ок. 1330; † 21 декември 1391), най-възрастният син и наследник на граф Адолф II фон Марк († 1347). Тя е втората му съпруга. При женитбата си Елизабет се отказва от наследствените си права за графствата Спонхайм и Вианден. Чрез смъртта на брат ѝ Валрам († 1382) тя става единствена наследничка. Бракът е бездетен. Енгелберт III умира от чума.
Елизабет се омъжва втори път между 1 януари и 30 август 1392 г. в Алцей за Рупрехт Пипан (* 20 февруари 1375; † 25 януари 1397) от династията Вителсбахи, наследствен принц на Пфалц, най-големият на курфюрст и римско-немски крал Рупрехт († 1410) и на бургграфиня Елизабет от Хоенцолерн († 1411). Те нямат деца.
Рупрехт Пипан тръгва през 1396 г. с унгарците за битката при Никопол против османите. Той се връща болен обратно и умира през 1347 г. на 21 години в Амберг. Рупрехт Пипан е наследен от по-малкия му брат Лудвиг III (1378 – 1436). Нейният свекър е избран през 1400 г. за немски крал. Елзабет живее в неговия двор в Хайделберг до смъртта на нейния баща през 1414 г. Тя поема наследството в предното Графство Спонхайм и го управлява до смъртта си.
През 1416 г. тя преписва от благодарност към фамилията 1/5 от предното Графство Спонхайм на зет си Лудвиг III фон Пфалц. Елизабет умира на 31 юли 1417 г. (Anno d(omi)ni m cccc xvii in vigilia ad vincula Petri) в Бад Кройцнах и е погребана там в градската църква „Св. Павел“. Останалите 4/5 от предното Графство Спонхайм получава Йохан V. Графството Вианден отива на Енгелберт I фон Насау, чиято баба по бащина линия Аделхайд фон Вианден е сестра на Хайнрих II фон Вианден, последният граф на Вианден.

## Литератутра
- Johannes Mötsch: Genealogie der Grafen von Sponheim. In: Jahrbuch für westdeutsche Landesgeschichte. Band 13, 1987, S. 63 – 179, ISSN 0170 – 2025
- Winfried Dotzauer: Geschichte des Nahe-Hunsrück-Raumes von den Anfängen bis zur Französischen Revolution, Franz Steiner Verlag, Stuttgart, 2001, ISBN 3-515-07878-9 (online, Google Books)
- Europaische Stammtafeln, by Wilhelm Karl, Prinz zu Isenburg, Vol. IV, Tafel 119; Vol. I, Tafel 27.
- Detlev Schwennicke, Europaische Stammtafeln, New Series, Vol. XXVII, Tafel 134.